# Елбридж (селище, Нью-Йорк)
Елбридж (англ. Elbridge) — селище (англ. village) в США, в окрузі Онондага штату Нью-Йорк. Населення — 921 особа (2020).

## Географія
Елбридж розташований за координатами 43°2′12″ пн. ш. 76°26′36″ зх. д. / 43.03667° пн. ш. 76.44333° зх. д. (43.036650, -76.443282).  За даними Бюро перепису населення США в 2010 році селище мало площу 2,92 км², уся площа — суходіл.

## Демографія
Згідно з переписом 2010 року, у селищі мешкало 1058 осіб у 422 домогосподарствах у складі 303 родин. Густота населення становила 363 особи/км².  Було 453 помешкання (155/км²).
Расовий склад населення:
| - 96,8 % — білих - 0,5 % — корінних американців - 0,3 % — чорних або афроамериканців - 0,3 % — азіатів - 0,1 % — вихідців з тихоокеанських островів - 1,2 % — осіб інших рас |

До двох чи більше рас належало 0,9 %. Частка іспаномовних становила 3,0 % від усіх жителів.
За віковим діапазоном населення розподілялося таким чином: 20,6 % — особи молодші 18 років, 62,2 % — особи у віці 18—64 років, 17,2 % — особи у віці 65 років та старші. Медіана віку мешканця становила 44,5 року. На 100 осіб жіночої статі у селищі припадало 94,8 чоловіків;  на 100 жінок у віці від 18 років та старших — 92,7 чоловіків також старших 18 років.
Середній дохід на одне домашнє господарство  становив 82 230 доларів США (медіана — 68 438), а середній дохід на одну сім'ю — 93 293 долари (медіана — 77 500). Медіана доходів становила 62 500 доларів для чоловіків та 36 603 долари для жінок. За межею бідності перебувало 2,4 % осіб, у тому числі 1,7 % дітей у віці до 18 років та 3,1 % осіб у віці 65 років та старших.
Цивільне працевлаштоване населення становило 584 особи. Основні галузі зайнятості: освіта, охорона здоров'я та соціальна допомога — 29,6 %, роздрібна торгівля — 14,7 %, науковці, спеціалісти, менеджери — 11,5 %, виробництво — 10,6 %.